# Escola Municipal de Música de Terrassa

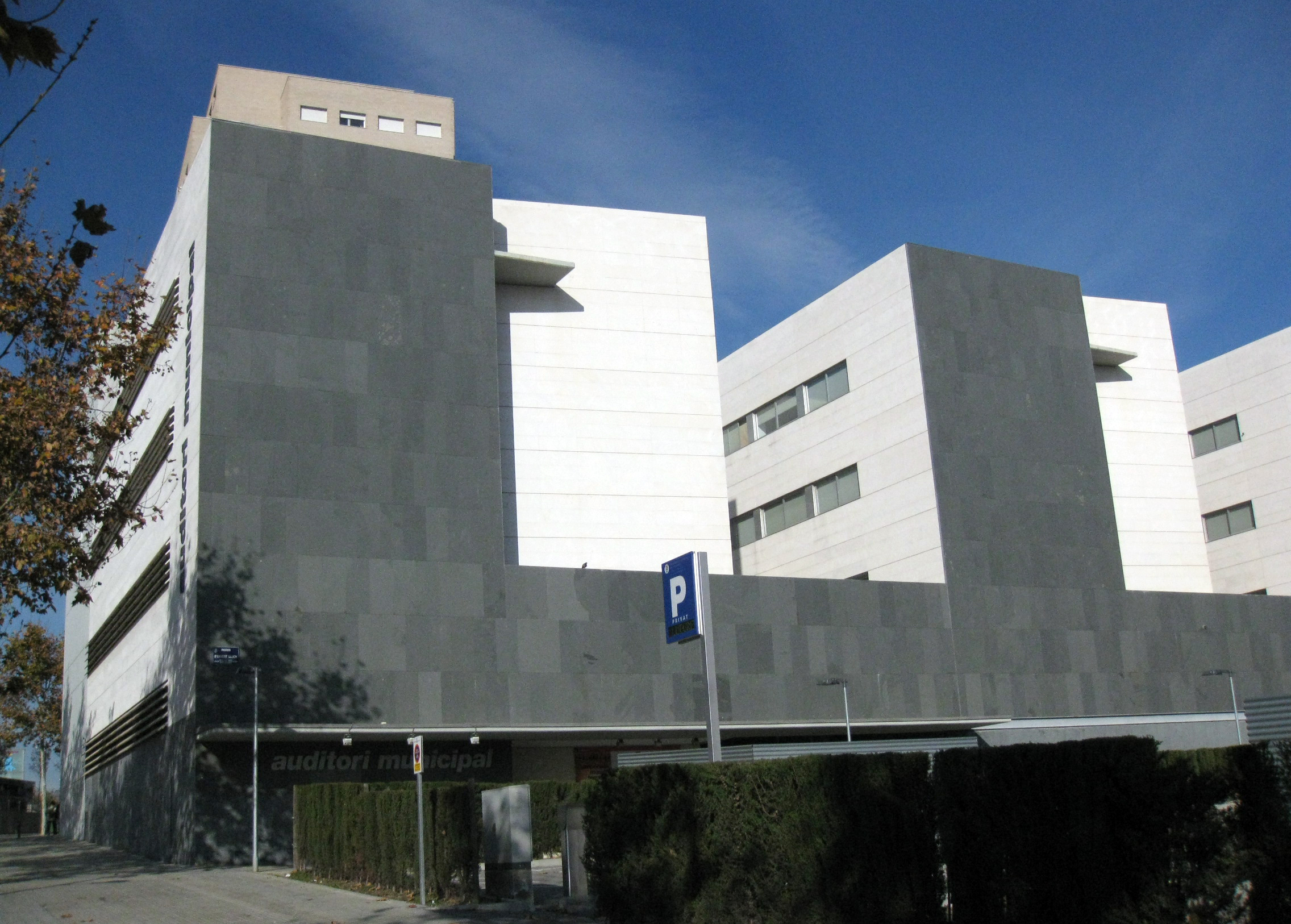
Auditori Municipal de Terrassa

L'Escola Municipal de Música de Terrassa (Conservatori Professional) és una institució formativa musical fundada en 1909 i situada a l'esmentada capital vallesana, que té capacitat per a vora 1000 alumnes. S'hi imparteixen classes d'instrument de tota classe, cant, llenguatge musical, història, música de cambra, etc. També formen part d'ella l'Orquestra Simfònica del Conservatori de Terrassa, la Banda del Conservatori, la Banda Preparatòria i l'Orquestra de corda.
Està situada al centre de Terrassa (barri del Cementiri Vell), just al costat del Parc de Vallparadís i molt a prop de la futura estació dels Ferrocarrils de la Generalitat de Catalunya Vallparadís Universitat. Fins fa uns anys havia estat ubicada tant a la Masia Freixa com un edifici del carrer de Faraday, i anteriorment a la plaça Jacint Verdaguer, on actualment es troben les principals oficines de Correus de la ciutat.
L'edifici actual disposa de tres plantes amb aules (unes repartides en tres mòduls cada planta). Els passadissos centrals de cada una d'elles comunica amb un gran vestíbul d'uns 15 metres d'alçada, amb una àmplia consergeria, des d'on s'hi entra des del portal situat al C/ Miquel Vives. A més a més a sota del vestibul, soterrada, hi ha una planta annexa de serveis.
Independentment del Conservatori, però annexada a l'edifici, hi trobem les instal·lacions de l'Auditori Municipal de Terrassa, gestionat per l'Ajuntament de Terrassa però tot i això, cedit per a usos propis de l'escola. Disposa d'una gran recepció, amb taquilles, una barra de serveis, i dues aules d'assaig de gran format. La sala de l'Auditori té capacitat per unes 300 persones, i ofereix concerts i espectacles de tota classe durant tot l'any.